# 18825 Alicechai
18825 Alicechai este un asteroid din centura principală de asteroizi.

## Descriere
18825 Alicechai este un asteroid din centura principală de asteroizi. A fost descoperit pe 14 iulie 1999 la Socorro, New Mexico, în cadrul proiectului LINEAR. Asteroidul prezintă o orbită caracterizată de o semiaxă mare de 2,80 ua, o excentricitate de 0,07 și o înclinație de 2,7° în raport cu ecliptica.